# 세이코 엡손
세이코 엡손 주식회사(일본어: セイコーエプソン株式会社, 영어: Seiko Epson Corporation)는 일본의 기술 기업이며 컴퓨터 프린터, 정보 및 이미징 관련 장비를 제조하는 세계 최대의 제조업체 가운데 하나이다. 본사는 일본의 나가노현 스와시에 위치해 있다. 약칭은 엡손이다.
이 회사는 잉크젯, 도트 매트릭스, 레이저 프린터를 비롯하여 스캐너, 데스크톱 컴퓨터, 비즈니스, 멀티미디어, 홈 시어터 프로젝터, 대형 홈 시어터 텔레비전, 로봇, 산업 자동화 장비, 판매 시점 프린터, 금전 등록기, 노트북 컴퓨터, 집적 회로, LCD 부품 등에 이르기까지 여러 전자 부품을 제조한다. 설립한 뒤 세이코 손목 시계를 제조하면서 전통적으로 알려진 이름인 세이코 그룹의 3대 핵심 기업 가운데 하나이다.

## ESC/P
프린터를 제어하기 위하여 엡손은 ESC/P(Epson Standard Code, 엡손 표준 코드)라는 프린터 제어 언어를 도입하였다. 이것은 도트 매트릭스 프린터 시대 동안 프린터 포맷을 제어하는 데 팍토 산업 표준이 되었다.

## 리눅스 드라이버
2010년 4월 24일 기준으로 엡손은 수많은 스캐너에 맞추어 윈도우용 64비트 드라이버를 내놓지 않고 있었으나 이후 윈도우용 64비트 드라이버뿐만 아니라 완성형 정품무한 복합기, 무한잉크 프린터 등에 대한 폭넓은 리눅스용 드라이버도 제공하고 있다. 하지만 리눅스용 드라이버에 대한 기술적인 추가 지원은 아직 하지 않고있다.

## 같이 보기
- HPLIP